# Élections de 2018 aux États-Unis

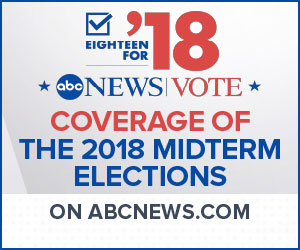
Les élections de 2018, affiche de ABC News

Les élections de 2018 aux États-Unis (en anglais : 2018 United States elections) se déroulent le mardi 6 novembre 2018 (Election Day). Ce sont des élections dites de mi-mandat (en anglais Midterm elections) car elles se déroulent à la moitié du mandat du président américain, le républicain Donald Trump. L'ensemble des 435 sièges de la Chambre des Représentants des États-Unis et 35 des 100 sièges du Sénat des États-Unis sont à renouveler. 39 postes de gouverneurs d'États et de territoires, ainsi que de nombreux autres postes locaux sont également à renouveler. Plus de 150 référendums d'initiatives populaires sont également organisés dans 37 États ce jour-là.

## Élections fédérales
Les élections primaires s'étendent de mars à septembre 2018.

## Élections d'État

### Élection des gouverneurs
36 États et trois territoires élisent leur gouverneur.

### Élections des législatures d'État
87 des 99 législatures d'État sont totalement ou partiellement renouvelées, ainsi que six des neuf législatures territoriales. Celle de Louisiane, du Mississippi, du New Jersey, de la Virginie et du territoire de  Porto Rico ne le sont pas. Au Kansas, Minnesota, Nouveau-Mexique, Caroline du Sud et Samoa américaines seules les chambres basses sont renouvelées.

## Élections locales

### Tableau récapitulatif
| État/territoire             | Situation pré-élections | Situation pré-élections | Situation pré-élections | Situation pré-élections |            | Situation post-élections | Situation post-élections | Situation post-élections | Situation post-élections |
| État/territoire             | Gouverneur              | Législature d'État      | Sénat                   | Chambre                 | Gouverneur | Législature d'État       | Sénat                    | Chambre                  |                          |
| Alabama                     | Rép                     | Rép                     | Partagé                 | Rép 6–1                 | Rép        |                          | Partagé                  | Rép 6–1                  |                          |
| Alaska                      | Ind                     | Rép                     | Rép                     | Rép 1–0                 | Rép        |                          | Rép                      | Rép 1–0                  |                          |
| Arizona                     | Rép                     | Rép                     | Rép                     | Rép 5–4                 | Rép        |                          |                          | Dém 5-4                  |                          |
| Arkansas                    | Rép                     | Rép                     | Rép                     | Rép 4–0                 | Rép        |                          | Rép                      | Rép 4–0                  |                          |
| Californie                  | Dém                     | Dém                     | Dém                     | Dém 39–14               | Dém        |                          | Dém                      |                          |                          |
| Colorado                    | Dém                     | Partagé                 | Partagé                 | Rép 4–3                 | Dém        |                          | Partagé                  | Dém 4–3                  |                          |
| Connecticut                 | Dém                     | Partagé                 | Dém                     | Dém 5–0                 | Dém        |                          | Dém                      | Dém 5–0                  |                          |
| Delaware                    | Dém                     | Dém                     | Dém                     | Dém 1–0                 | Dém        |                          | Dém                      | Dém 1–0                  |                          |
| Floride                     | Rép                     | Rép                     | Partagé                 | Rép 16–11               | Rép        |                          |                          | Rép 14–13                |                          |
| Géorgie                     | Rép                     | Rép                     | Rép                     | Rép 10–4                | Rép        |                          |                          | Rép 9–5                  |                          |
| Hawaï                       | Dém                     | Dém                     | Dém                     | Dém 2–0                 | Dém        |                          | Dém                      | Dém 2–0                  |                          |
| Idaho                       | Rép                     | Rép                     | Rép                     | Rép 2–0                 | Rép        |                          | Rép                      | Rép 2–0                  |                          |
| Illinois                    | Rép                     | Dém                     | Dém                     | Dém 11–7                | Dém        |                          | Dém                      | Dém 13–5                 |                          |
| Indiana                     | Rép                     | Rép                     | Partagé                 | Rép 7–2                 | Rép        |                          | Rép                      | Rép 7–2                  |                          |
| Iowa                        | Rép                     | Rép                     | Rép                     | Rép 3–1                 | Rép        |                          | Rép                      | Dém 3–1                  |                          |
| Kansas                      | Rép                     | Rép                     | Rép                     | Rép 4–0                 | Dém        |                          | Rép                      | Rép 3–1                  |                          |
| Kentucky                    | Rép                     | Rép                     | Rép                     | Rép 5–1                 | Rép        | Rép                      | Rép                      | Rép 5–1                  |                          |
| Louisiane                   | Dém                     | Rép                     | Rép                     | Rép 5–1                 | Dém        | Rép                      | Rép                      | Rép 5–1                  |                          |
| Maine                       | Rép                     | Partagé                 | Partagé                 | Partagé 1–1             | Dém        | Dém                      | Partagé 1–1              | Dém 2-0                  |                          |
| Maryland                    | Rép                     | Dém                     | Dém                     | Dém 7–1                 | Rép        |                          | Dém                      | Dém 7–1                  |                          |
| Massachusetts               | Rép                     | Dém                     | Dém                     | Dém 9–0                 | Rép        |                          | Dém                      | Dém 9–0                  |                          |
| Michigan                    | Rép                     | Rép                     | Dém                     | Rép 9–5                 | Dém        |                          | Dém                      | Partagé 7–7              |                          |
| Minnesota                   | Dém                     | Rép                     | Dém                     | Dém 5–3                 | Dém        | Dém                      | Dém                      | Dém 5–3                  |                          |
| Mississippi                 | Rép                     | Rép                     | Rép                     | Rép 3–1                 | Rép        | Rép                      |                          | Rép 3–1                  |                          |
| Missouri                    | Rép                     | Rép                     | Partagé                 | Rép 6–2                 | Rép        |                          | Rép                      | Rép 6–2                  |                          |
| Montana                     | Dém                     | Rép                     | Partagé                 | Rép 1–0                 | Dém        |                          | Partagé                  | Rép 1–0                  |                          |
| Nebraska                    | Rép                     | NP                      | Rép                     | Rép 3–0                 | Rép        |                          | Rép                      | Rép 3–0                  |                          |
| Nevada                      | Rép                     | Dém                     | Partagé                 | Dém 3–1                 | Dém        |                          | Dém                      | Dém 3–1                  |                          |
| New Hampshire               | Rép                     | Rép                     | Dém                     | Dém 2–0                 | Rép        |                          | Dém                      | Dém 2–0                  |                          |
| New Jersey                  | Dém                     | Dém                     | Dém                     | Dém 7–5                 | Dém        | Dém                      | Dém                      | Dém 11–1                 |                          |
| Nouveau-Mexique             | Rép                     | Dém                     | Dém                     | Dém 2–1                 | Dém        |                          | Dém                      | Dém 3–0                  |                          |
| New York                    | Dém                     | Partagé                 | Dém                     | Dém 18–9                | Dém        |                          | Dém                      | Dém 21–6                 |                          |
| Caroline du Nord            | Dém                     | Rép                     | Rép                     | Rép 10–3                | Dém        | Rép                      | Rép                      | Rép 10–3                 |                          |
| Dakota du Nord              | Rép                     | Rép                     | Partagé                 | Rép 1–0                 | Rép        |                          | Rép                      | Rép 1–0                  |                          |
| Ohio                        | Rép                     | Rép                     | Partagé                 | Rép 12–4                | Rép        |                          | Partagé                  | Rép 12–4                 |                          |
| Oklahoma                    | Rép                     | Rép                     | Rép                     | Rép 5–0                 | Rép        |                          | Rép                      | Rép 4–1                  |                          |
| Oregon                      | Dém                     | Dém                     | Dém                     | Dém 4–1                 | Dém        |                          | Dém                      | Dém 4–1                  |                          |
| Pennsylvanie                | Dém                     | Rép                     | Partagé                 | Rép 12-6                | Dém        |                          | Partagé                  | Partagé 9-9              |                          |
| Rhode Island                | Dém                     | Dém                     | Dém                     | Dém 2–0                 | Dém        |                          | Dém                      | Dém 2–0                  |                          |
| Caroline du Sud             | Rép                     | Rép                     | Rép                     | Rép 6–1                 | Rép        |                          | Rép                      | Rép 5–2                  |                          |
| Dakota du Sud               | Rép                     | Rép                     | Rép                     | Rép 1–0                 | Rép        |                          | Rép                      | Rép 1–0                  |                          |
| Tennessee                   | Rép                     | Rép                     | Rép                     | Rép 7–2                 | Rép        |                          | Rép                      | Rép 7–2                  |                          |
| Texas                       | Rép                     | Rép                     | Rép                     | Rép 25–11               | Rép        |                          | Rép                      | Rép 23–13                |                          |
| Utah                        | Rép                     | Rép                     | Rép                     | Rép 4–0                 | Rép        |                          | Rép                      | Rép 3–1                  |                          |
| Vermont                     | Rép                     | Dém                     | Partagé                 | Dém 1–0                 | Rép        |                          | Partagé                  | Dém 1–0                  |                          |
| Virginie                    | Dem                     | Rép                     | Dém                     | Rép 7–4                 | Dém        | Rép                      | Dém                      | Dém 7–4                  |                          |
| Washington                  | Dem                     | Dém                     | Dém                     | Dém 6–4                 | Dém        |                          | Dém                      | Dém 7–3                  |                          |
| Virginie-Occidentale        | Rép                     | Rép                     | Partagé                 | Rép 3–0                 | Rép        |                          | Partagé                  | Rép 3–0                  |                          |
| Wisconsin                   | Rép                     | Rép                     | Partagé                 | Rép 5–3                 | Dém        |                          | Partagé                  | Rép 5–3                  |                          |
| Wyoming                     | Rép                     | Rép                     | Rép                     | Rép 1–0                 | Rép        |                          | Rép                      | Rép 1–0                  |                          |
|                             |                         |                         |                         |                         |            |                          |                          |                          |                          |
| Washington D.C.             | Dém                     | Dém                     |                         | Dém                     | —          |                          |                          | —                        |                          |
| Samoa américaines           | NP                      | NP                      | Rép                     | NP                      | —          | NP                       |                          | —                        |                          |
| Guam                        | Rép                     | Dém                     | Dém                     |                         | —          |                          |                          | —                        |                          |
| Îles Mariannes du Nord      | Rép                     | Partagé                 | Ind                     |                         | —          |                          |                          | —                        |                          |
| Porto Rico                  | PNP                     | Partagé                 | PNP/R                   | PNP                     | —          | Partagé                  | PNP/R                    | —                        |                          |
| Îles Vierges des États-Unis | Ind                     | Dém                     | Dém                     |                         | —          |                          |                          | —                        |                          |

## Référendums d'initiatives populaires
Lors de ces élections, 155 référendums d'initiatives populaires sont organisés dans 37 États, soit un chiffre équivalent à la moyenne des élections précédentes. Parmi ceux-ci : 
- Quatre États — Idaho, Montana, Nebraska et Utah — votent pour une extension à davantage de personnes modestes, ou le maintien de cette extension, de la couverture santé Medicaid. Elle ne couvre actuellement dans ces États que les Américains les plus pauvres (34 États américains ont déjà adopté une telle extension)[2].
- Une quinzaine d'États votent sur le droit de vote et le redécoupage de la carte électorale, sujets polémiques ces dernières années aux États-Unis[2]. Ainsi en Floride, une question est posée pour redonner le droit de vote aux anciens détenus. Cet État a l'une des législations les plus sévères dans ce domaine, interdisant de voter à toute personne condamnée, même ayant été libérée en libération conditionnelle ou ayant purgé sa peine, soit un million et demi de personnes[2]. La question est approuvée a 64 % des voix[3], cela modifiera conséquemment la nature de l'électorat de l'État, la communauté afro-américaine étant particulièrement affectée par cette législation[2].
- Quatre États — Michigan, Missouri, Dakota du Nord et Utah — votent pour une légalisation de la marijuana (neuf États américains l'ont déjà légalisé à des fins récréatives et 21 à des fins médicales)[2].
- Quatre États — Alabama, Oregon et Virginie-Occidentale — votent pour limiter l'accès à l'interruption volontaire de grossesse en interdisant l'utilisation de fonds publics[2].